# 3. okręg wyborczy w Kolorado
Trzeci okręg wyborczy w Kolorado co dwa lata wybiera swojego przedstawiciela do Izby Reprezentantów Stanów Zjednoczonych. Okręg został utworzony po spisie ludności w 1910 roku. Pierwsze wybory w okręgu przeprowadzono jesienią 1914 roku. Przedstawicielem okręgu w 117. Kongresie Stanów Zjednoczonych jest republikanka, Lauren Boebert.

## Chronologiczna lista przedstawicieli
|    | Przedstawiciel          | Data objęcia urzędu | Data opuszczenia urzędu | Partia polityczna    |
| -- | ----------------------- | ------------------- | ----------------------- | -------------------- |
| 1  | Edward Keating          | 4 marca 1915        | 3 marca 1919            | Partia Demokratyczna |
| 2  | Guy Urban Hardy         | 4 marca 1919        | 3 marca 1933            | Partia Republikańska |
| 3  | John Andrew Martin      | 4 marca 1933        | 23 grudnia 1939         | Partia Demokratyczna |
| 4  | William Evans Burney    | 5 listopada 1940    | 3 stycznia 1941         | Partia Demokratyczna |
| 5  | John Edgar Chenoweth    | 3 stycznia 1941     | 3 stycznia 1949         | Partia Republikańska |
| 6  | John Henry Marsalis     | 3 stycznia 1949     | 3 stycznia 1951         | Partia Demokratyczna |
| 7  | John Edgar Chenoweth    | 3 stycznia 1951     | 3 stycznia 1965         | Partia Republikańska |
| 8  | Frank Edward Evans      | 3 stycznia 1965     | 3 stycznia 1979         | Partia Demokratyczna |
| 9  | Raymond Peter Kogovsek  | 3 stycznia 1979     | 3 stycznia 1985         | Partia Demokratyczna |
| 10 | Michael Lathrop Strang  | 3 stycznia 1985     | 3 stycznia 1987         | Partia Republikańska |
| 11 | Ben Nighthorse Campbell | 3 stycznia 1987     | 3 stycznia 1993         | Partia Demokratyczna |
| 12 | Scott McInnis           | 3 stycznia 1993     | 3 stycznia 2005         | Partia Republikańska |
| 13 | John Tony Salazar       | 3 stycznia 2005     | 3 stycznia 2011         | Partia Demokratyczna |
| 14 | Scott Tipton            | 3 stycznia 2011     | 3 stycznia 2021         | Partia Republikańska |
| 15 | Lauren Boebert          | 3 stycznia 2021     |                         | Partia Republikańska |